# 錢端禮
錢端禮（1109年—1177年），字處和，臨安人。

## 生平
靖康之變後隨父徙居臨海。以蔭入仕，紹興三年（1133年），添差通判台州，累遷知臨安府。紹興三十一年（1161年）擔任戶部侍郎兼樞密都承旨，二月，設立史無前例的紙幣發行機構「行在會子務」，發行會子，分一貫、二貫、三貫三種。
隆兴二年（1164年）赐同进士出身。退休後歸居临海，号松窗道人。隆兴四年（1168年），起知宁国府。淳熙四年（1177年）八月壬辰卒。葬天台县护国寺北山之麓。

## 家族
六世祖錢俶，末代吳越王；父錢忱，榮國公。
有一子錢簹，字淇父。女兒錢氏嫁給宋孝宗嫡長子趙愭（莊文太子），初封廣國夫人、後進封為皇太子妃。

## 延伸阅读
[在维基数据编辑]
 《宋史/卷385》，出自脱脱《宋史》